# Сёэт, Андрес Андреасович
А́ндрес А́ндреасович Сёэт (эст. Andres Sööt, при рождении эст. Andres Leppik; род. 4 февраля 1934, Пайде, Эстонская Республика) — советский и эстонский режиссёр и оператор документального кино. Заслуженный деятель искусств Эстонской ССР (1987). Награждён Орденом Государственного герба 5-й степени (1997).

## Биография
Родился 4 февраля 1934 года в Пайде. Отец — присяжный адвокат Андреас Леппик. 14 июня 1941 года отца арестовали и приговорили к расстрелу, но наказание сменили на 10 лет исправительно-трудовых лагерей. 23 марта 1945 года Андреас Леппик умер в Севураллаге в Свердловской области. 
Андреса, его мать и младшего брата выслали в Томскую область, в колхоз «Сибиряк», где поселили около 200 человек, депортированных из Эстонии; старшей сестре повезло остаться на родине, т. к. в ночь депортации она была в гостях у тёти. Первые несколько зим Андрес с родными прожил в русских домах с семьями. За год Андрес выучил русский язык и в 1942 году пошёл в первый класс школы.
В Сибири Андрес окончил 4 класса начальной школы. Осенью 1947 года ему удалось полусекретно вернуться в Эстонскую ССР (он тайком пробрался в группу малолетних детей, отобранных для возвращения в Эстонию), где его усыновили знакомые его родителей, жившие в Тарту (главу семейства звали Константин Сёэт (эст. Konstantin Sööt), у него было ещё два сына).
В 1954 году окончил Тартуский техникум железнодорожного транспорта по специальности «транспорт и грузовые перевозки». Поступить туда он решил потому, что его приёмные родители не имели возможности оплачивать учёбу трёх детей в средней школе (до 1956 года обучение в ней было платным), в техникуме же учащимся платили стипендию. Техникум Андрес окончил с отличием, что давало ему право поступить в вуз на ту же специальность без вступительных экзаменов. Он поступил в Ленинградский институт инженеров железнодорожного транспорта, но, ещё ранее увлёкшись кино, Андрес передумал там учиться и задумался о работе в области кинематографии. Конкурс во Всероссийский государственный институт кинематографии (ВГИК) был очень большим, требования — высокими, и Андресу посоветовали сначала устроиться на работу в киностудию «Таллинфильм». Сёэт стал там ассистентом оператора, а для того, чтобы получить аттестат об окончании средней школы, в 1956 году окончил вечернюю школу рабочей молодежи.
В 1957 году поступил на операторский факультет ВГИКа, который окончил в 1963 году. Во время учёбы Сёэту удалось выполнить киносъёмки в Горном Алтае и Таджикистане. Вместе с ним учились будущие известные деятели эстонской культуры Лейда Лайус, Вельё Кяспер, Юри Мюйр, Юри Гаршнек, Ивар Козенкраниус. В своём интервью 2014 года учёбу во ВГИКе Андрес Сёэт вспоминал как «большое-большое наслаждение». 
После окончания ВГИКа пришёл на студию «Таллинфильм» в качестве оператора, однако, работы для него не оказалось, т. к. планы студии были уже расписаны наперёд. Из Москвы позвонил его бывший сокурсник и сообщил, что на Дальнем Востоке съёмочная группа ищет кинооператора. Так Андрес Сёэт стал сооператором Виктора Зака на Дальневосточной студии кинохроники в Хабаровске (филиале Центральной студии документальных фильмов), где были сняты  документальные фильмы «Дальневосточные рассказы» (1965) и «У сахалинских рыбоводов» (1966). В 1966 году Сёэт вернулся на «Таллинфильм». В 1972—1980 годах работал на киностудии «Эстонский телефильм» (эст. Eesti Telefilm), где снял 16 документальных фильмов, в 1980 году опять вернулся на киностудию «Таллинфильм», проработав там до 1994 года. Сёэту нравилось путешествовать; путешествиям посвящены (и в путешествиях сняты), в частности, его фильмы «Дальнее плавание» (об экипаже теплохода-сухогруза «Павлик Ларишкин» Мурманского морского пароходства и его капитане, эстонце Эдуарде Купри), «Униафрика» («Униафрика» — основанная в 1961 году объединённая линия советских судоходных компаний, работавшая из Европы в Африку) — о путешествии на теплоходе «Александра Артюхина», грузом которого были автомобили, цемент и сгущённое молоко, и которое длилось три месяца; «Карские ворота» — о проходе Северноuuuго морского пути, ведущего из Европейской части России на Дальний Восток, где в своё время ходило много судов бывшего Эстонского морского пароходства. 
В 1993 году основал собственную киностудию «Monofilm» и в то же время продолжал сотрудничать с другими киностудиями. В 1999—2000 годах был председателем Союза кино Эстонии.
Был оператором более 70 документальных фильмов, 108 выпусков киножурнала «Советская Эстония» и 9 выпусков киножурнала «Эстонская хроника». Фильмы, в создании которых участвовал Андрес Сёэт «511 лучших фотографий с Марса» (1968), «Лето во льдах» (1970), «Дирижёры» (1975), «Иванов день» (1978), «Репортёр» (1981), «Память» (1984), «Год дракона» (1988), «Конрад Мяги» (2001) и др. принадлежат Золотому фонду эстонского кино.

## Фильмография
- 1956 — Мужчины ведут себя как дома — ассистент оператора
- 1957 — На повороте — ассистент оператора
- 1957 — Июньские дни — ассистент оператора
- 1958 — Таллинские спортивные игры — ассистент оператора
- 1959 — Незваные гости — ассистент оператора
- 1962 — Золотые рога — сценарист, режиссёр, оператор
- 1964 — Каменная колыбельная — оператор
- 1965 — Рухну — режиссёр, оператор
- 1965 — Камни и хлеб — оператор
- 1965 — Дальневосточные рассказы [не завершён] — второй оператор
- 1966 — У сахалинских рыбоводов — второй оператор
- 1966 — Большая вода — режиссёр, оператор
- 1966 — Улучшатели мира — оператор
- 1967 — Тайны Таллина — оператор
- 1967 — Лейся, песня! — оператор
- 1967 — Йо-ле-ми — оператор
- 1968 — 511 лучших фотографий с Марса — оператор
- 1969 — Леэло — оператор
- 1969 — Континент для всех — режиссёр, оператор
- 1969 — Белая земля Эндерби — сценарист, режиссёр, оператор
- 1970 — Лето во льдах — сценарист, режиссёр, оператор, автор текста
- 1970 — Живые узоры — режиссёр, оператор
- 1971 — Буревестник — оператор
- 1971 — Эстонская ССР — режиссёр, оператор
- 1972 — Советская Эстония — режиссёр, оператор
- 1972 — На празднике нашем — оператор
- 1972 — Земля провожает — режиссёр, оператор
- 1972 — Маленький реквием для губной гармошки — оператор
- 1973 — Есть и такая профессия — оператор
- 1973 — Дальнее плавание — сценарист, режиссёр, оператор
- 1974 — Униафрика — сценарист, режиссёр, оператор
- 1975 — Свободный полёт — режиссёр, оператор
- 1975 — Карские Ворота — режиссёр, оператор
- 1975 — Дирижёры — сценарист, режиссёр, оператор
- 1975 — Волдемар Вага — режиссёр, оператор
- 1976 — Спортивный век — режиссёр, оператор
- 1976 — Попутного ветра — сценарист, режиссёр, оператор
- 1977 — Человек и земля — оператор
- 1977 — Эфраим Аллсалу — режиссёр, оператор
- 1978 — Сон — сценарист, режиссёр, оператор
- 1978 — Народная музыка — оператор
- 1978 — Йоханнес Выэрахансу — режиссёр, оператор
- 1978 — Янов день — сценарист, режиссёр, оператор
- 1978 — Аппараты доцента Сеппо — сценарист, режиссёр, оператор
- 1978 — Арво Пярт в ноябре 1978 года — сценарист, режиссёр, оператор
- 1979 — Свадебные картинки — сценарист, режиссёр, оператор
- 1979 — Стать мастером — оператор
- 1979 — Фантазия до мажор — режиссёр, оператор
- 1980 — Таллин-80 — сценарист, режиссёр, оператор
- 1981 — Репортёр — сценарист, режиссёр, оператор
- 1981 — Приглашается каждый — оператор
- 1981 — Доктор Сеппо — оператор
- 1981 — Арнольд Маттеус — режиссёр, оператор
- 1982 — Снова весна — режиссёр, оператор
- 1983 — Шерстяные ткани — режиссёр, оператор
- 1983 — Архитектору Арнольду Маттеусу 85 лет — оператор
- 1984 — Память — сценарист, режиссёр, оператор
- 1984 — Движение для здоровья — оператор
- 1985 — Братство — сценарист, режиссёр, оператор
- 1985 — Народный дом — сценарист, режиссёр, оператор
- 1986 — Марафон — сценарист, режиссёр, оператор
- 1987 — Визит — сценарист, режиссёр, оператор
- 1989 — Йоханнес Хиндист — сценарист, режиссёр, оператор
- 1991 — Побег — режиссёр, оператор
- 1991 — Старая страна 2 — оператор
- 1991 — Год лошади — сценарист, режиссёр, оператор
- 1993 — Я, Леннарт Мери… — сценарист, режиссёр, оператор
- 1993 — Оборона Эстонии — сценарист, режиссёр, оператор
- 1993 — Эдуард Рюга — сценарист, режиссёр, оператор
- 1994 — Рождество без Ленина — режиссёр, оператор
- 1995 — Острова — сценарист, режиссёр, оператор
- 1996 — Проклятый город — режиссёр, оператор
- 1996 — Смерть матери-рыбы — режиссёр, оператор
- 1999 — Главные архитекторы — сценарист, режиссёр, оператор, продюсер
- 2000 — Из Эстонии прошлого века — режиссёр, оператор, продюсер, автор текста
- 2001 — Один на качелях — сценарист, режиссёр, оператор, продюсер
- 2001 — Конрад Мяги — режиссёр, оператор, продюсер
- 2002 — В одиночку и вместе — сценарист, режиссёр, оператор, про
- 2002 — Озёра Лейго — сценарист, режиссёр, оператор
- 2005 — Сороковая война — сценарист, режиссёр, оператор, продюсер
- 2007 — Вид с горы — оператор, редактор
- 2008 — Со временем наше имя будет забыто — сценарист, режиссёр, оператор, продюсер
- 2010 — Фантом — сценарист, режиссёр, оператор
- 2011 — Камино — сценарист, режиссёр, оператор
- 2011 — Вечная — сценарист, режиссёр, оператор
- 2012 — Мистерия Калевы — оператор

## Награды, звания и премии
- 1987 — Заслуженный деятель искусств Эстонской ССР
- 1992 — Премия Эстонской Республики в области культуры
- 1995 — Премия фонда «Капитал культуры Эстонии» в области аудиовизуального искусства за дело всей жизни — за развитие эстонского документального кино (30 000 крон)[4]
- 1997 — Орден Государственного герба 5-й степени[5]
- 1997 — культурная премия «Большая колесница» (эст. Suure Vankri auhind)[6]
- 2001 — ежегодная премия Целевого фонда аудиовизуального искусства фонда «Капитал культуры Эстонии» — премия «Миссия»: последовательная деятельность в эстонской документальной хронике (док. фильмы «Конрад Мяги», «Эстония в XX веке»)[7]
- 2004 — Премия за достижения всей жизни Фонда национальной культуры Эстонии
- 2010 — Премия Эстонской Республики за заслуги в области культуры — за многолетнюю выдающуюся творческую деятельность[8]
- 2016 — Премия «Национальная идея» Тартуского университета[2]